# Анани (Италия)
 Тази статия е за града в Централна Италия.  За българското име вижте Анани.  
Ана̀ни (на италиански: Anagni) е град и община в Централна Италия, провинция Фрозиноне, регион Лацио. Разположен е на 424 m надморска височина. Населението на общината е 21 441 души (към 2010 г.).